# 第二次惠州戰鬥 (國軍內戰)
惠州戰鬥發生於1929年5月15日，地點則是在中國粵東一帶，是國民革命軍內部所發生的內戰戰鬥之一。惠州戰鬥的交戰雙方，一方為粵軍第八路，另一方為桂軍徐景唐師部。